# 추도보

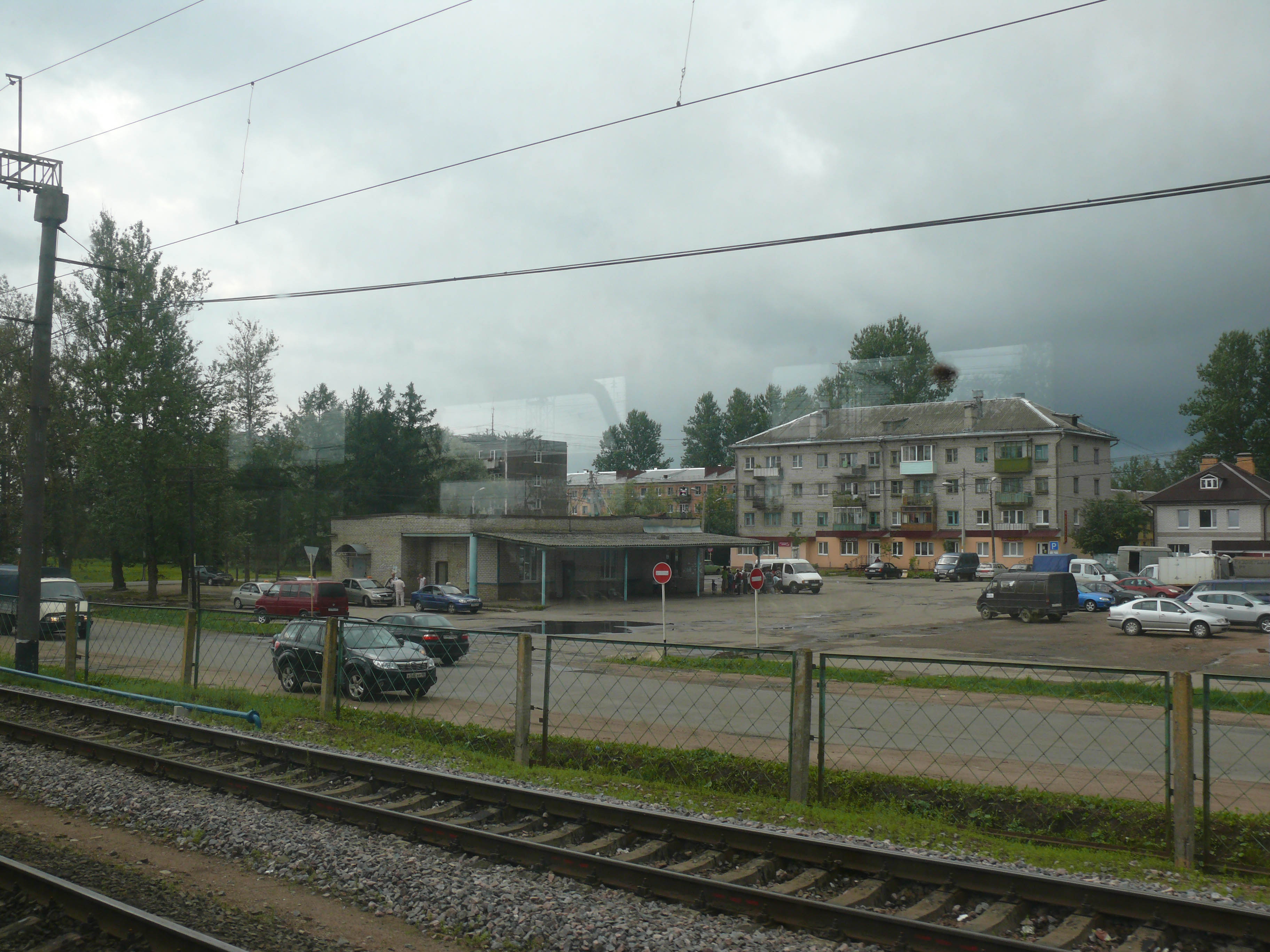

추도보(러시아어: Чудово)는 노브고로트 주의 도시이다. 케레스트 강(라도가호를 흐름)이 이 도시를 관통해서 흐르고 있다. 모스크바-상트페테르부르크를 연결하는 고속도로가 위치한 곳이기도 하다. 인구는 1만7,434명(2002년)이다.